# 透翅目
透翅目（Diaphanopterodea或Paramegasecoptera）是古生代中等至大型已滅絕的一目昆蟲，包括一些已知最早的飛行昆蟲。牠們是古網翅總目下的一類專化昆蟲，翅膀像新翅下綱般演化出可以摺上胸部及腹部。
透翅目有一些其他的特徵，一般都認為是單系群。其下已知約有10個科。牠們最終因二疊紀-三疊紀滅絕事件，在沒有後裔下滅絕。

## 外部連結
- Diaphanopterodea （页面存档备份，存于） at the Tree of Life project (list of taxa)